# Oquirrh (Utah)
Oquirrh era una lugar designado por el censo (census-designated place o CDP) en el condado de Salt Lake, estado de Utah, Estados Unidos. Se encuentra en las laderas de las montañas Oquirrh, de las que toma su nombre. Según el censo de 2000 el CPD tenía una población de 10.390 habitantes, con un ligero incremento respecto a 1990, cuando contaba con 7.593 habitantes. En 2000, Oquirrh fue anexado por West Jordan.

## Geografía
Oquirrh se encuentra en las coordenadas 40°37′48″N 112°0′56″O / 40.63000, -112.01556.
Según la oficina del censo de Estados Unidos, el CPD tiene una superficie total de 4.5 km². No tiene superficie cubierta de agua.
- Datos: Q2236190